# Takuma Sonoda
Takuma Sonoda (født 14. juni 1993) er en japansk fodboldspiller, som spiller for den japanske fodboldklub Kagoshima United FC.